# 庫佩利夫
48°57′24″N 25°2′32″E / 48.95667°N 25.04222°E
庫佩利夫（烏克蘭語：Купелів），是烏克蘭西部的村莊，隸屬伊萬諾-弗蘭科夫斯克州的伊萬諾-弗蘭科夫斯克區。該村面積2.34平方公里，海拔高度310米，2001年人口39，人口密度每平方公里16.7人。